# Cheval Gauvin
Vous lisez un « article de qualité » labellisé en 2010.
Le cheval Gauvin, cheval Gauvain, chevau Gauvin en patois jurassien ou tchevâ Gâvïn en franc-comtois, est un cheval légendaire et maléfique propre à la région française de Franche-Comté et au massif du Jura suisse. Il est réputé pour se promener le long de cours d'eau, dans les forêts ou dans les cimetières, et tenter de tuer les personnes qui l'enfourchent, en les noyant ou en les précipitant dans un gouffre.
Une légende relative à ce cheval à Chamblay est collectée par Désiré Monnier, qui la publie en 1854. Il est également connu à Montbarrey, Gillabois, Augerans, Joux, Dole, dans la forêt de Chaux, à Vernois, dans le canton du Jura et le Jura bernois. En Suisse, il traverse les villages dans un bruyant galop et enlève de jeunes filles. Plusieurs légendes s'attachent à lui. l'une d'elles en fait la monture du seigneur médiéval Amauri III de Joux. Le témoignage d'une femme disant l'avoir rencontré dans le cimetière de Chamblay est commenté et conté depuis le XIXe siècle. Présage de mort, le cheval Gauvin semble avoir joué le rôle de croque-mitaine pour les enfants. Peut-être issu de la transformation d'un lutin, il rejoint un grand nombre de chevaux légendaires jurassiens. L'illustrateur Jean-Louis Thouard l'a mis en images en 1996.

## Étymologie et terminologie
Le cheval Gauvin porte curieusement le même nom qu'un célèbre chevalier de la Table ronde, neveu du roi Arthur,. Deux formes existent : « cheval Gauvin » est la plus répandue, « cheval Gauvain » peut apparaître à l'occasion. « Gauvain » peut être un nom propre donné à l'animal. En franc-comtois, il est mentionné sous le nom de tchevâ Gâvïn par les archives des traditions populaires. La forme de chevau Gauvin existe en patois jurassien. L'origine de ce nom demeure inconnue.

## Origine
Désiré Monnier pose l'hypothèse (1854) que le cheval Gauvin soit « le destrier du chevalier Gauvain, héros des beaux temps de la chevalerie en France ». Il y voit cependant davantage un « épouvantail dont on fait usage vis-à-vis des enfants, pour les empêcher d'aller courir le soir ». Selon Armand Marquiset (1842), son principal rôle est en effet « d'effrayer les enfants indociles ». En 1839, M. Pallu aîné, bibliothécaire de Chamblay, assure que le cheval Gauvin a été inventé « pour empêcher la jeunesse de sortir le soir ».

## Description et nature
Le Cheval Gauvin est peu décrit, en particulier pour ce qui concerne son aspect dans la région de Franche-Comté. D'après la Revue des traditions populaires, sa forme se rapproche de celle du cheval. Dans le canton de Montbarrey et de Villers-Farlay, il a plutôt l'aspect d'un bouc. Arnold van Gennep affirme dans son Manuel de folklore français contemporain que le cheval Gauvin a une tête et une queue, et qu'il est aussi dangereux que le cheval Mallet. À Nancray et dans d'autres localités de moyenne montagne, cet animal n'aurait que trois pieds, ce qui ne l'empêche pas de courir très vite. Dans le canton de Villers-Farlay, il a quatre pieds. À Augerans, le cheval Gauvin est plutôt un bouc. Dans le Jura bernois, il est parfois décrit avec trois pieds, ou encore avec « la moitié de devant du corps ».
Le conteur Hervé Thiry-Duval le décrit comme le « Prince des chevaux magiques » ; les conteurs Patricia Gaillard et Dominique Lesbros comme l'« alliance d'un cheval, d'un démon et d'un chevalier invincible ». Très redouté, il se rencontre surtout de nuit, le long des cours d'eau. Si une personne le saisit pour le monter, l'animal n'oppose aucune résistance. Dès qu'il est enfourché, il s'emporte comme un trait et va se précipiter dans un gouffre ou un étang,, en semant malhonnêtement son cavalier dans les lieux les plus périlleux.
D'après Hervé Thiry-Duval, le cheval Gauvin est « en réalité un habile lutin, comme le cheval Bayard de Normandie ou le cheval Mallet de la région d'Aunis ». Selon l'étude d'Anne Martineau, consacrée au nain au Moyen Âge, des liens très étroits existent en effet entre lutins et chevaux. Dans les chansons de geste comme dans le folklore plus moderne, lorsque le petit peuple adopte une forme animale, il s'agit le plus souvent de celle d'un cheval. L'étude de Jean-Michel Doulet consacrée aux changelins contient la même remarque : « au bord de l'eau, les silhouettes du lutin et du cheval tendent à se confondre ».

## Mentions

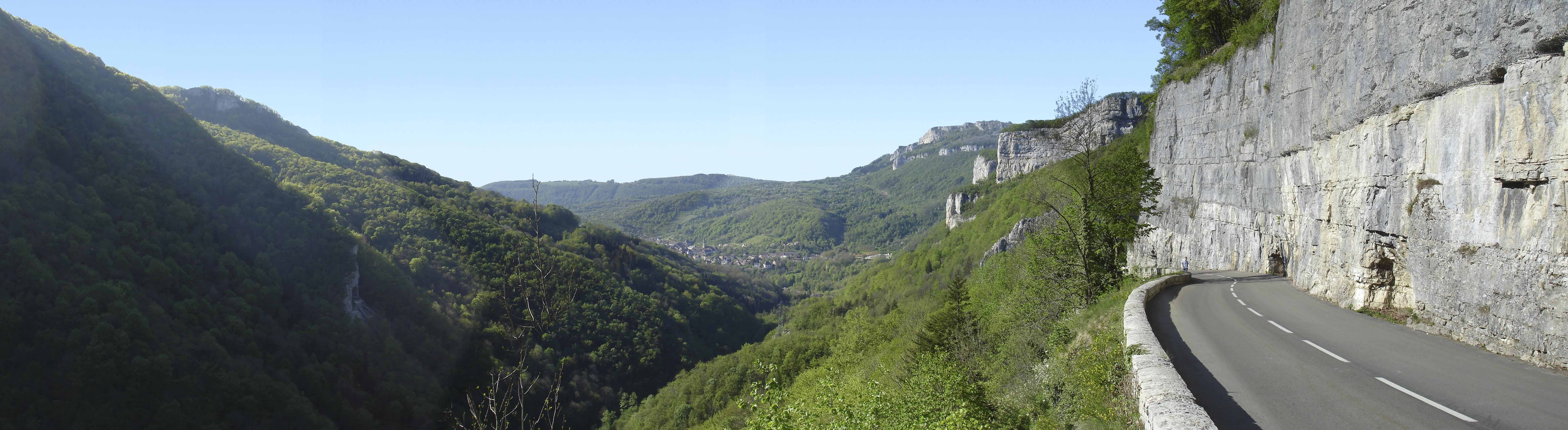
La vallée de la Loue, territoire du cheval Gauvin selon la légende

### Franche-Comté
Dans le département français du Jura, le cheval Gauvin fréquenterait toute la vallée de la Loue. Il y noie ceux qui se confient à lui, ou les assomme en les laissant tomber de très haut sur des rochers,.
Au milieu du XIXe siècle, sa tradition reste vivante à Montbarrey, dans le Jura. Il y suit, dit-on, le ruisseau nommé Vernois dès le soir tombé. Il se montre sur la place du village de Montbarrey, parcourt les rues avec un bruit terrifiant, et disparaît ensuite dans la forêt de Chaux. Il y enlèverait toujours de jeunes filles. Il se serait montré plusieurs fois aux habitants près de Gillabois. D'après la légende, ce cheval quitte son repaire inconnu à minuit, et parcourt les villages au grand galop. Les anciens du village de Chamblay, qui ne se vantaient pas de l'avoir vu, assuraient en 1839 qu'ils en ont eu grand peur dans leur jeune âge. On parlait du chevau Gauvin aux enfants à Montbarrey, à Joux et à Dole.
Le cheval du canton de Marnay, dans la Haute-Saône, plus sauvage, est à l'origine d'un rituel : pour savoir si l'on va mourir dans l'année, il faut se rendre au carrefour de Pont-Charrot et se préparer à la mort si, à minuit, on entend résonner le sabot d'un cheval. Alors, la personne condamnée voit passer à fond de train l'animal lui-même, qui disparait dans la nuit.
À Augerans, les habitants croyaient au cheval gauvin, sous la forme d'un bouc, avant les années 1850 :
« Une autre preuve d'antiquité de ce village, sont les nombreuses traditions populaires qui se sont perpétuées dans l'esprit des habitants. On voyait encore, il y a peu d'années, la vouivre traverser la Loue, près du pont de Bel mont, pour aller de Mont-Roland à la vieille tour de Vadans ; le bouc, appelé le cheval Gauvain, dont la principale mission était d'effrayer les enfants indociles. C'est près de là que les bergers voyaient un lièvre, appelé le lièvre du vieux servant, marchant lentement devant eux sans que jamais ils pussent l'atteindre. Dans une contrée qu'on appelle encore le bas de l'Esprit, les voyageurs rencontraient chaque nuit une dame verte, qui, toujours bienveillante pour eux, les aidait à sortir des mauvais chemins, et les accompagnait jusqu'à la porte de leur maison. »
Une autre légende rapporte que la bride du « cheval-Gauvin » se trouve dans la « Baume-de-la-Roche-Grivée », dans le Jura.

#### Légende du cimetière de Chamblay
Désiré Monnier raconte qu'une femme de Chamblay passa un jour près du cimetière du village pendant la nuit, là où apparaissait le cheval Gauvin :

« Cette femme, bien connue par son caractère aventureux et résolu, ayant vu paître cette belle bête qui ne lui paraissait appartenir à personne de sa connaissance, s'approcha d'elle, la flatta de la main, la trouva docile et gentille : elle pensa donc pouvoir l'enjamber pour l'amener à son écurie. Quand le cheval-fée la sentit sur son dos, il donna à sa cavalière une légère idée de son mérite, en faisant des évolutions sans nombre sur la plage voisine du port. Tout allait parfaitement; la chambléisienne était ravie de sa trouvaille; elle galopait sans secousse, elle volait comme avec des ailes, tant et si bien qu'elle s'oubliait dans ces délicieux exercices d'équitation. Jamais elle ne s'était vue si forte en ce genre. Tout à coup, par un brusque retour de fortune, son noble palefroi lui fit enfin comprendre qu'elle s'était mal à propos confiée à lui : le coursier s'élança dans la Loue, comme s'il voulait lui donner une dernière preuve de son talent; et, quand il fut arrivé au beau milieu de la rivière, il disparut sous elle et la laissa en conséquence tomber dans le courant le plus profond. Elle ne se sauva de cette noyade que d'une manière miraculeuse, qui n'a pas été racontée; mais on sait qu'elle mourut en 1836, et l'on est maintenant persuadé que c'est des suites de sa frayeur. »

— Désiré Monnier, Traditions populaires comparées

#### Légende du sire de Joux

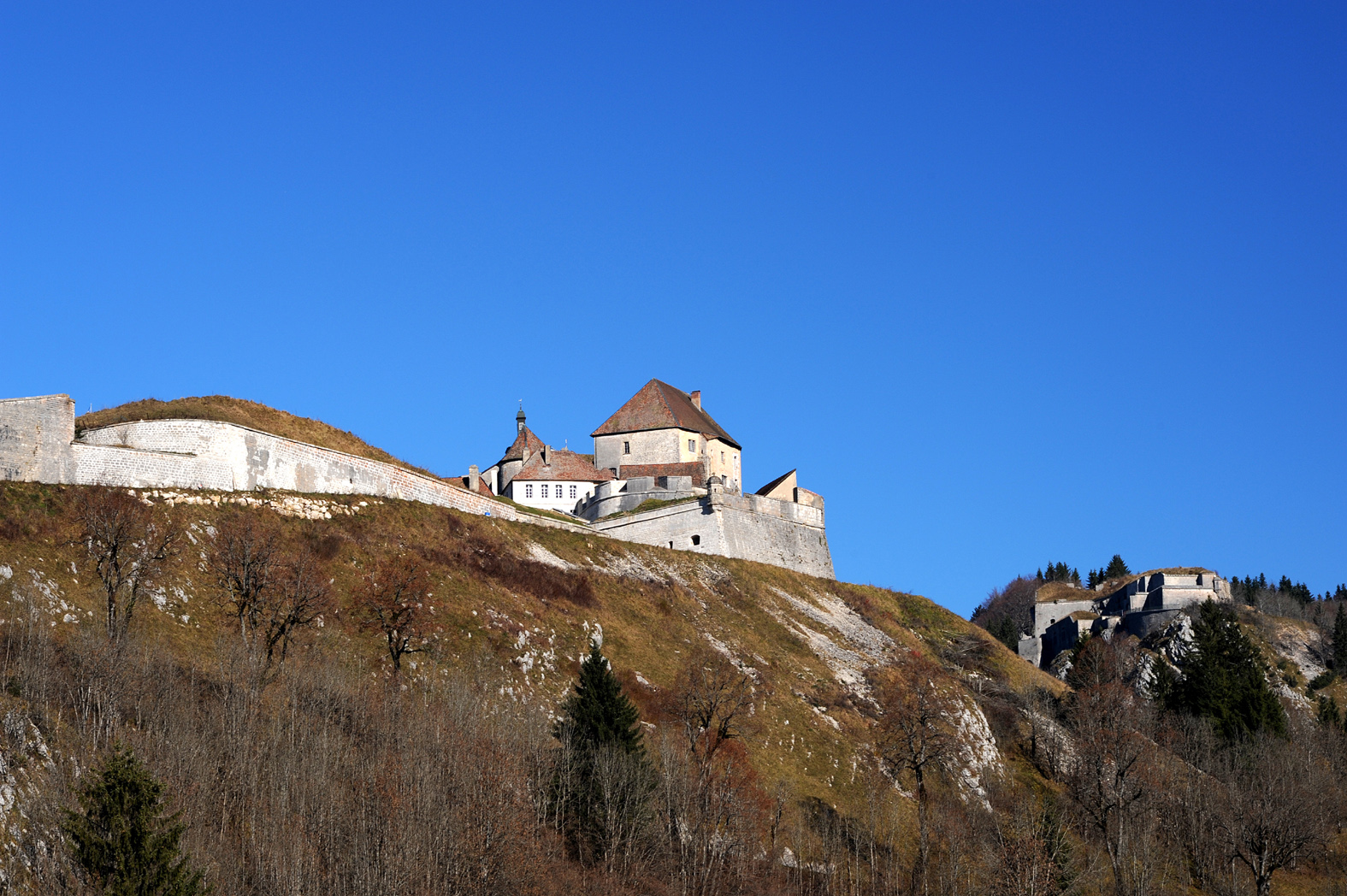
Château de Joux, dont la herse aurait coupé le cheval d'Amaury en deux

Une légende s'attache à l'un des sires de Joux, Amaury (Amauri III). Après de lointaines expéditions en Terre sainte, il était revenu dans son château. C'était l'un des plus habiles cavaliers de son époque, à tel point qu'il avait réussi à dompter le cheval « Gauvain ». Il faisait souvent de longues promenades sur cette monture. Un jour, alors qu'il sortait du château, la herse coupa le corps de sa monture en deux en retombant. Amaury ne s'en aperçut pas et son coursier continua à galoper dans la campagne sur deux pieds. Arrivé à la gorge de la Combe, où jaillit une fontaine, l'animal très altéré s'arrêta pour boire. Au bout d'une demi-heure, Amaury, inquiet de voir que l'animal buvait toujours, sauta à terre. Il s'enfuit, effrayé en voyant que sa bête n'avait que deux pieds et que l'eau coulait par sa large blessure. Peu après, ses gens arrivèrent, mais ils ne trouvèrent plus le cheval ; une fée l'avait rendu invisible. Néanmoins, l'eau continue à couler de cette source : c'est aujourd'hui la Fontaine-Ronde, ou fontaine intermittente.

### Jura suisse
Le cheval Gauvin est également mentionné dans le canton du Jura et le Jura bernois, où il traverse les villages en faisant un grand vacarme, effrayant les villageois. Celui qui entend résonner ses sabots finit par se faire assommer en aval sur des rochers, ou noyer dans un grand étang. Ce cheval peut aussi jeter son cavalier dans un ravin et tenter de le noyer. Dans les contes jurassiens, une rencontre avec le cheval Gauvin courant à toute allure dans la nuit est le signe d'une mort certaine dans l'année.
Un conte populaire du Jura bernois met en scène un jeune garçon qui se promène lorsqu'il entend arriver un cheval à toute allure et dans un grand vacarme. Il n'aperçoit cette bête mystérieuse que lorsqu'elle arrive à la « Croisée-du-Bas » sur ses pattes de devant. Il lui saute néanmoins dessus et aussitôt, le cheval Gauvin fonce vers des rochers en aval puis se jette dans un grand étang. Heureusement pour lui, le garçon parvient à couper la bride puis à nager jusqu'à la rive.

## Symbolique et légendes similaires
Comme le fait remarquer Henri Dontenville dans son Histoire et géographie mythiques de la France et La France mythologique, de très nombreux chevaux maléfiques sont cités dans le folklore français. Ils sont souvent dotés de la capacité d'allonger leur dos afin d'amener un grand nombre de personnes ou d'enfants à la mort, ce qui renvoie aux reptiles. Le cheval est rarement vu comme un animal bénéfique dans les légendes, puisqu'il se fait voleur d'enfants, ou encore forme du drac. « Ni le cheval, ni la couleur blanche ne sont donc favorables ».
Alphonse Rousset et l'architecte Frédéric Moreau (1856) soulignent la similitude entre les légendes de Montbarrey et celles de la Champagne. Ils leur attribuent une origine païenne : 

« Les dames blanches qu'on voyait danser jusqu'à deux heures du matin, un flambeau à la main, au bois Boudier ; le cheval gauvain, qui chaque soir suivait le ruisseau du Vernois, pour se montrer sur la place et disparaître ensuite dans la forêt de Chaux ; les fêtes bruyantes du carnaval, qui duraient pendant huit jours et se terminaient par le convoi du carême-prenant ; les esprits voltigeant sur les bords du ruisseau de Santans, en forme de flammes bleuâtres ; les cloches que l'on entendait sonner à minuit de Noël, au pré Sabatier, proche du vieux moulin des Hélénes, où avait existé, dit on, un antique monastère ; la croyance aux sorciers, aux revenants, sont des traditions et des usages puisés dans le paganisme et qu'on retrouve dans toute leur force en Champagne »

— Alphonse Rousset et Frédéric Moreau, Dictionnaire géographique, historique et statistique des communes de la Franche-Comté et des hameaux qui en dépendent [...].
Généralement nommés « chevaux blêmes » ou encore « chevaux-fée », leur histoire présente, selon l'elficologue et conteur Pierre Dubois, de nombreuses similitudes. Ils finissent par tuer leurs cavaliers, le plus souvent dans l'eau. Ils peuvent être vaincus par un signe de croix ou en récitant un Notre Père. Il explique poétiquement que « ces animaux sont issus des Pégases et des Licornes, et s'ils sont devenus farouches, c'est que les hommes n'ont pas su les apprivoiser ». Dans son ouvrage consacré aux structures anthropologiques de l'imaginaire, Gilbert Durand précise que le galop du cheval est « isomorphe du rugissement léonin et du claquement du tonnerre ». Le côté effrayant de ce son est d'après lui mis en avant dans les légendes du cheval Mallet et du Cheval Gauvin.

## Adaptations modernes
Le cheval Gauvin figure avec de nombreuses autres créatures du folklore jurassien dans l'ouvrage illustré par Jean-Louis Thouard, Bestiaire fantastique du pays de Comté.